# Белмонт (Охајо)
Белмонт (енгл. Belmont) град је у америчкој савезној држави Охајо.

## Демографија
По попису из 2010. године број становника је 453, што је 79 (-14,8%) становника мање него 2000. године.
| Група             | 2000.       | 2010.       |
| Белци             | 513 (96,4%) | 441 (97,4%) |
| Афроамериканци    | 6 (1,1%)    | 2 (0,4%)    |
| Азијати           | 0 (0,0%)    | 0 (0,0%)    |
| Хиспаноамериканци | 5 (0,9%)    | 1 (0,2%)    |
| Укупно            | 532         | 453         |